# Ray Ventura
Ray Ventura (París, 16 d'abril de 1908 - Ciutat de Palma, Illes Balears, 29 de març de 1979) fou un músic francès.
Feu els estudis de piano i harmonia amb Louis Aubert. El 1926, Ray Ventura formà, amb alguns companys de classes de música, l'orquestra The Collegiate Five, que durant els anys 1927 i 1928 es convertí en l'orquestra més popular de França. El 1929, el conjunt enregistrà el seu primer disc.
Dintre de la seva discografia cal destacar les següents gravacions:
- Fantastique (1932),
- Tout va tres bien madame la marquise (1935),
- Vous qui passez sans me voir (1936),
- L'amour est passé pres de vous (1937),
- Qu’est qu’on attend pour être hereux (1938), i tantes altres.

Ray Ventura i el seu conjunt gravaren el 1929 pel segell Columbia i posteriorment, entre febrer de 1929 i novembre de 1931 ho feren per a Odeon; entre desembre de 1931 i abril de 1935 fou el segell Decca el que s'encarregà de portar a l'acetat les seves cançons. Entre maig i gener de 1940 ho feren per a Pathé-Marconi, i entre novembre de 1940 i juny de 1941 enregistraren pel segell Elite Special. També i a conseqüència de la immensa popularitat de què gaudia Ray Ventura, filmaren nombroses pel·lícules, entre es que cal destacar:
- L'amour à l'americaine (1931).
- Minuit Place Pigalle (1934),
- Tout va tres bien (1936),
- Feu de joie (1938),
- Mademiselle s'amuse (1947),
- Une femme par jour (1949),
- Nous Irons à París (1962),

També va estar a Sud-amèrica en una gira que avarcà Brasil, Xile, Argentina i Uruguai, i arreu revalidaren els seus èxits aconseguits per Europa.